# Perú en los Juegos Paralímpicos de Pekín 2008
La participación de Perú en los Juegos Paralímpicos de Pekín 2008 fue la sexta actuación paralímpica del país. La delegación peruana estuvo compuesta por 3 atletas que compitieron en 2 deportes.

## Deportistas
Los deportistas peruanos que participaron en Pekín 2008 fueron:
| - Halterofilia (1): - Niel García (Potencia). | - Natación (2): - Jimmy Eulert. - José Gonzales-Mugaburu. |

## Detalle por deporte

### Halterofilia
| Atleta      | Evento | Final | Final    |
| Atleta      | Evento | Total | Posición |
| ----------- | ------ | ----- | -------- |
| Niel García | 52 kg  | ——    | ——       |

### Natación
| Atleta                 | Evento               | Preliminar    | Preliminar    | Final         | Final         |
| Atleta                 | Evento               | Tiempo        | Posición      | Tiempo        | Posición      |
| ---------------------- | -------------------- | ------------- | ------------- | ------------- | ------------- |
| Jimmy Eulert           | 50 metros braza S3   | Descalificado | Descalificado | Descalificado | Descalificado |
| Jimmy Eulert           | 50 metros libre S3   | Descalificado | Descalificado | Descalificado | Descalificado |
| José Gonzales-Mugaburu | 100 metros pecho SB6 | 1:46.67       | 5             | ——            | ——            |